# Майдан-Крулевский (гмина)
Майдан-Крулевский (пол. Majdan Królewski) — сельская гмина (волость) в Польше, входит как административная единица в Кольбушовский повет, Подкарпатское воеводство. Население — 9975 человек (на 2005 год).

## Демография
| Перепись                       | Всего   | Всего | Женщины | Женщины | Мужчины | Мужчины |
| ------------------------------ | ------- | ----- | ------- | ------- | ------- | ------- |
| Единицы                        | человек | %     | человек | %       | человек | %       |
| Население                      | 9670    | 100   | 4786    | 49,5    | 4884    | 50,5    |
| Плотность населения (чел./км²) | 62,1    | 62,1  | 30,7    | 30,7    | 31,3    | 31,3    |

## Соседние гмины
1. Гмина Баранув-Сандомерский
2. Гмина Боянув
3. Гмина Цмоляс
4. Гмина Дзиковец
5. Гмина Нова-Демба